# Ад (съдържание)
Настоящата статия предава съдържанието на „Ад“ (на италиански: Inferno) ̟– първата от трите части на поемата „Божествена комедия“ от Данте Алигиери. 

## Прелюдия към Ада
Песен 1
Песента има двойна функция: с нея започва първата част на „Божествена комедия“ („Ад“), но също така песента поема ролята на пролог към цялата поема. Тук Данте представя първоначалната ситуация и илюстрира причините за пътуването си в трите царства на отвъдния свят (Ада, Чистилището и Рая): изгубен в тъмна и недостъпна гора (алегория на греха), той казва, че е излязъл от нея едва след дълго пътуване по пътя на духовно пречистване и изкупление.
Поемата започва в нощта на Велики четвъртък на 24 март (или 7 април) 1300 г., малко преди зората на Разпети петък. Разказвачът, самият Данте, е на 35 години и следователно е „на попрището жизнено в средата“ (на итал. Nel mezzo del cammin di nostra vita) – половината от библейската продължителност на живота от 70 години. (Псалм 89:10, Вулгата; Псалм 90:10, KJV). Поетът се оказва изгубен в „лес тъмен“ (selva oscura), отклонил се от „правий път“ (diritta via, може да се преведе и като „правилен път“) на спасението. Все пак пътят не е изгубен завинаги: в края на „Божествена комедия“ или по-скоро на своя път на изкупление Данте възвръща Божията благодат.
Данте тръгва да се изкачва направо по малка планина, но пътят му е блокиран от три звяра, които той не може да избегне: лонца (обикновено превеждано на английски като „леопард“ или „лъвопард“, а на български като „пантера“), лъв и вълчица. Смята се, че трите звяра, взети от Йеремия 5:6, символизират трите вида грях, които отвеждат непокаяната душа в един от трите основни дяла на Ада. Според Джон Сиарди това са невъздържаността (вълчицата); насилието и зверството (лъвът), и измамата и злобата (лонцата); Дороти Л. Сейърс приписва невъздържаността на лонцата, а измамата/злобата на вълчицата. Според най-утвърдените интерпретации – тези базирани на Св. Йоан, на Св. Тома и също подкрепени от повечето от ранните коментатори на Данте, лонцата е похотта, лъвът – гордостта, а вълчицата – алчността – трите най-често срещани гряха през Средновековието, както и най-обвиняваната от религиозната литература на XIII век. Следователно трите звяра са алегория на три много опасни порока, поради които е невъзможно да се води праведен живот и да се продължи възходът към Бога – три сериозни пречки за постигане на моралния ред на християнското общество и политическия ред. Според други хипотези лонцата, лъвът и вълчицата представляват съответно невъздържаността, насилието и измамата – трите склонности към зло, наказвани в Горния, Средния и Долния ад. Според други обаче те са алегория на трите гвелфски сили - Флоренция, Франция, Рим, които, противопоставяйки се на имперските идеали, са допринесли за покварата на обществото.
Зората на Разпети петък е, 8 април, когато слънцето изгрява в Овена. Зверовете връщат Данте обратно, отчаян в мрака на греха, в „долно място“ (basso loco), където слънцето мълчи (l sol tace). Въпреки това Данте е спасен от фигура, която обявява, че е родена sub Iulio (т.е. по времето на Юлий Цезар) и е живяла при Август: това е сянката на римския поет Вергилий, автор на епоса „Енеида“. Данте в стихове 85-87 от Песен I на „Ад“ възхвалява поета като свой „учител“ и „автор“, този, от когото е научил „красивия стил“, който го е направил известен. Следователно Вергилий е избран преди всичко като идеален поет, посочен като най-висш образец на възвишен стил и формално съвършенство. Той също така е  бил римският модел за подражание на епичните поеми и още повече за поема, която разказва за задгробния живот, тъй като в шеста книга на „Енеида“ Вергилий разказа за слизането на Еней в подземния свят.
Виргилий предлага на Данте да поеме по друг път, тъй като вълчицата засега е непреодолима пречка. Срещу нея обаче, обяснява той, един ден ще се бори хрътката (veltro) - образец на мъдрост, любов и добродетел, която ще я победи и ще я изпрати обратно в Ада, мястото, от което е излязла. В този момент Вергилий се предлага като водач на Данте: той ще го заведе до местата на Ада и Чистилището и след това ще го повери в Рая на по-достойна душа. След това Данте го моли да го води и започва да го следва. Това е едно от най-известните пророчества в поемата на Данте. Идентифицирането на тази хрътка, предназначено според пророчеството да спаси Италия, с историческо лице или събитие е трудно: има няколко коментатори и критици, които през вековете напразно са се опитвали да му придадат лице.
Песен 2
Вечерта на Разпети петък Данте се колебае, докато следва Вергилий. Вергилий обяснява, че е изпратен от Беатриче – символ на Божията любов. Беатриче е подтикната да помогне на Данте от Дева Мария (символ на състраданието) и Света Лукия (символ на осветяващата благодат). Рахил – символ на съзерцателния живот, също се появява в небесната сцена, разказана от Вергилий. След това двамата започват пътуването си в Отвъдния свят.
Песен 3: Преддверие на Ада
Данте минава през портата на Ада, която носи надпис, завършващ с фразата „О вий, кои престъпяте тоз праг, надежда всяка тука оставете“ (Lasciate ogne speranza, voi ch'intrate). Данте и неговият водач чуват измъчените писъци на опортюнистите. Това са душите на хора, които в живота не са вземали страна, не са били нито на страната на доброто, нито на злото, а вместо това са били просто загрижени за себе си. Сред тях Данте разпознава папа Целестин V, чието „малодушие (в егоистичен ужас за собственото му благополучие) служи като вратата, през която толкова много зло влиза в Църквата“. Смесени с тях са изгнаните, които не са взели страна в бунта на ангелите. Тези души са завинаги некласифицирани;: те не са нито в Ада, нито извън него, но живеят на бреговете на река Ахерон. Голи и безполезни, те препускат наоколо през мъглата във вечно преследване на неуловимо, трептящо знаме (символ на стремежа им към постоянно променящ се личен интерес), докато са безмилостно преследвани от непрестанно жилещи ги рояци оси и стършели. Отвратителните червеи в краката на грешниците пият гнилостната смес от кръв, гной и сълзи, която се стича по телата им. Това символизира ужилването на тяхната гузна съвест и отвращението от греха. Това може да се разглежда и като отражение на духовната стагнация, в която са живели.
След като минават през Преддверието, Данте и Вергилий стигат до лодката, която превежда грешниците през река Ахерон до Ада. Тя се управлява от Харон. Той не иска да пусне Данте да влезе, защото е все още жив. Вергилий принуждава Харон да прекрати съпротивата си, като заявява, че двамата с Данте са тръгнали по тоя път по Божия повеля. Плачът и богохулството на прокълнатите души, влизащи в лодката на Харон, контрастират с радостното пеене на благословените души, пристигащи с лодка в Чистилището. Самото преминаване на двамата поети през Ахерон не е описано, тъй като силен гръм, придружен от мощен земетръс, замайва Данте, а след като идва на себе си, установява, че се намира на другия бряг на реката, пренесен от висша сила, а не от лодката на Харон.

## Деветте кръга на Ада

### Общ преглед
Вергилий продължава да води Данте през деветте кръга на Ада. Кръговете са концентрични, представляващи постепенно нарастване на греха и кулминиращи в центъра на Земята, където Сатаната е държан в робство. Грешниците от всеки кръг са наказани за вечността по начин, който съответства на техните престъпления: всяко наказание е по Закона за възмездието (на итал. Legge del contrappasso) – символичен пример за поетична справедливост (литературен похват, чрез който в крайна сметка добродетелта се възнаграждава, а порочността се наказва). Например по-късно в поемата Данте и Вергилий срещат гадатели, които трябва да вървят напред с глави назад, неспособни да видят какво предстои, защото се опитвали да видят бъдещето чрез забранени средства. Такова contrappasso „функционира не просто като форма на божие възмездие, а по-скоро като изпълнение на съдба, свободно избрана от всяка душа през нейния живот“. Хората, които са съгрешили, но са се помолили за прошка преди смъртта си, се намират не в Ада, а в Чистилището, където работят, за да се освободят от греховете си. В Ада са хората, които са се опитали да оправдаят греховете си и не се разкайват.
Адът на Данте е структурно базиран на идеите на Аристотел, но с „някои християнски символики, изключения и погрешни тълкувания на текста на Аристотел“ и с допълнения от „За длъжностите“ на Цицерон. Вергилий напомня на героя Данте: „Защо блуждай умът ти? Мъдростта нас вярно поучават като казва, че в грях въвличат нази три неща: невъздържаност, злост и страсти диви [лудо зверство]“. Цицерон, от своя страна, разделя греховете между насилие и измама. Свързвайки насилието на Цицерон с дивите страсти на Аристотел и неговата измама със злостта или порока, поетът Данте получава три основни категории грях, символизирани от трите звяра, които героят Данте среща в Песен I: Невъздържаност, Насилие/Зверство и Измама/злоба. Грешниците, наказани за невъздържаност – похотливите, лакомите, скъперниците и прахосниците, и гневливите и ленивите – всички демонстрират слабост в контролирането на своите апетити, желания и естествени пориви; според Етиката на Аристотел, невъздържанието е по-малко осъдително от злостта или зверството и следователно тези грешници се намират в четири кръга на Горния ад (Кръгове 2-5). Те понасят по-леки мъки от грешниците, изпратени в Долния ад, разположен в стените на град Дис, заради извършване на актове на насилие и измама – последното от които включва, както пише Дороти Л. Сайърс, „злоупотреба със специфично човешките способност за разум“. По-дълбоките нива са организирани в един кръг за насилието (Кръг 7) и два кръга за измамата (Кръгове 8 и 9). Като християнин Данте добавя Кръг 1 (Лимбо) към Горния ад и Кръг 6 (Ерес) към Долния ад, което прави общо 9 кръга; включвайки Преддверието на суетата, което води до Ада, съдържащ 10 основни части. Тази структура "9+1=10" се намира и в „Чистилище“ и „Рай“. Долният ад е допълнително разделен: Кръг 7 (Насилие) е разделен на три отдела, Кръг 8 (Измама) е разделен на десет ями, а Кръг 9 (Предателство) е разделен на четири зони. Така Адът съдържа общо 24 части.

### Първи кръг (Лимбо)
Песен 4
Данте се събужда и открива, че е прекосил река Ахерон. Вергилий го отвежда до първия кръг на бездната – Лимбо, където живее самият той. Първият кръг включва некръстените и добродетелните езичници, които, въпреки че не са достатъчно грешни, за да оправдаят проклятието, не са приели Христос. Дороти Л. Сайърс пише: „След тези, които са отказали избор, идват тези без възможност за избор. Те не са могли ... да изберат Христос; те са могли и са избрали човешката добродетел и затова имат своята награда.” Лимбо споделя много характеристики с Асфоделните поля (намиращи се в древногръцкия подземен свят) и по този начин невинните прокълнати са наказани да живеят в недостатъчна форма на Рай. Без кръщението им липсва надеждата за нещо по-голямо от това, което рационалните умове могат да си представят. Когато Данте пита дали някой някога е напускал Лимбо, Вергилий заявява, че е видял Исус да слиза в Лимбо и да взема Адам, Авел, Ной, Моисей, Авраам, Давид, Рахил и други (виж Лимбо на патриарсите – разглежда се като временно състояние на онези, които въпреки греховете, които може да са извършили, са умрели в приятелството на Бога, но не са могли да влязат в Рая, докато изкуплението от Исус Христос не направи това възможно) в неговите всеопрощаващи ръце и да ги пренесе в Рая като първите човешки души, които ще бъдат спасени. Събитието, известно като Съшествие в Ада, се предполага, че се е случило около 33 или 34 г. сл. н. е.
Данте се сблъсква с поетите Омир, Хораций, Овидий и Лукан, които го включват в своето число и го правят „шести в тази висока компания". Те стигат до основата на голям замък – обиталището на най-мъдрите хора от древността, заобиколен от седем порти и течащ поток. След като преминават през седемте порти, групата стига до красива зелена поляна и Данте се натъква на обитателите на Цитаделата. Те включват фигури, свързани с троянците и техните потомци (римляните): Електра (майката на основателя на Троя Дардан), Хектор, Еней, Юлий Цезар в ролята си на римски генерал, Камила, Пентезилея (кралицата на амазонките), крал Латин и дъщеря му Лавиния, Луций Юний Брут (който е свалил Тарквиний Горди, за да основе Римската република), Лукреция, Юлия, Марция и Корнелия Африканска. Данте също вижда Саладин, мюсюлмански военачалник, известен с битката си срещу кръстоносците, както и с великодушното си рицарско и милостиво поведение.
След това Данте среща група философи, включително Аристотел със Сократ и Платон до него, както и Демокрит, „Диоген“ (Диоген Синопски или Диоген Аполонийски), Анаксагор, Талес, Емпедокъл, Хераклит и „Зенон“ (Зенон от Елея или Зенон от Китион). Той вижда учения Диоскурид, митичните гръцки поети Орфей и Лин, и римските държавници Марк Тулий Цицерон и Сенека. Данте вижда александрийския геометър Евклид и Птолемей, александрийския астроном и географ, както и лекарите Хипократ и Гален. Той също така среща Авицена, персийски ерудит, и Авероес – средновековен андалуски ерудит, известен с коментарите си върху произведенията на Аристотел. Данте и Вергилий тръгват от другите четирима поети и продължават пътуването си.
Въпреки че Данте предполага, че всички добродетелни нехристияни се намират тук, по-късно той среща двама (Катон Млади и Стаций) в Чистилището и двама (Траян и Рифей) в Рая. В „Чистилище“, песен 22, Вергилий назовава няколко допълнителни жители на Лимбо, които не са споменати в „Ад“.

### Втори кръг (Похот)
Песен 5
Данте и Вергилий напускат Лимбо и навлизат във Втория кръг – първият от кръговете на Невъздържанието, където започват наказанията на Ада. Описва се като „част, в която нищо не блести". Те откриват, че пътят им е възпрепятстван от змиеподобния Минос, който съди всички осъдени за активен, съзнателно умишлен грях към един от нисшите кръгове. В този момент в Ада всяка душа е длъжна да изповяда всичките си грехове пред Минос, след което Минос осъжда всяка душа на нейните мъки, като увива опашката си около себе си няколко пъти, съответстващи на кръга на Ада, в който душата трябва да попадне. Ролята на Минос тук е комбинация от неговата класическа роля на съдник и несправедлив съдия в Подземния свят и ролята на класически Радамант, разпитващ и изповедник на Подземния свят. Тази задължителна изповед прави така, че всяка душа да изрази и санкционира собственото си „класиране“ сред осъдените, тъй като тези изповеди са единственото основание за поставянето им в Ада. Данте не е принуден да направи това признание; вместо това Вергилий укорява Минос и той и Данте продължават.
Във втория кръг на Ада са тези, победени от похотта. Те са осъдени за това, че позволяват на апетитите им да повлияят на разума им. Тези души са блъскани напред-назад от ужасните ветрове на жестока буря, без почивка. Това символизира силата на похотта да духа ненужно и безцелно: „както влюбените са се унесли в самоугаждане и са били увлечени от страстите си, така сега те се носят вовеки. Яркият, сладострастен грях сега се вижда такъв, какъвто е – виеща тъмнина от безпомощен дискомфорт."  Тъй като похотта включва взаимно угаждане и следователно не е напълно егоцентрична, Данте я смята за най-малко отвратителния от греховете и наказанието ѝ е най-благоприятното в Ада. Смята се, че „разрушеният склон“ в този кръг е препратка към земетресението, настъпило след смъртта на Христос.
В този кръг Данте вижда Семирамида, Дидона, Клеопатра, Елена от Троя, Парис, Ахил, Тристан и много други, които са били победени от сексуална любов през живота си. Поради присъствието на толкова много владетели сред похотливите, петата песен на Ада е наречена „песента на кралиците". Данте се натъква на Франческа да Римини, която се омъжва за деформирания Джовани Малатеста (известен също като „Джанчото") за политически цели, но се влюбва в по-малкия му брат Паоло Малатеста. Двамата започват афера и извършват прелюбодеяние. Някъде между 1283 и 1286 г. Джовани ги изненадва заедно в спалнята на Франческа и яростно намушква и двамата до смърт. Франческа обяснява: „Любов, коя любов в любимий пали, / тъй на сърцето ми го мил стори, /че тук дори сме свързани остали. / Любов и двама в гроба ни зари, / но Каин същи в дъното на Ада / очаква онзи, кой ни умори.“
Освен това Франческа съобщава, че тя и Паоло се поддават на любовта си, когато прочитат историята за прелюбодеянието между Ланселот и Гуиневир в старофренския романс Lancelot-Graal. Франческа казва: Galeotto fu'l libro e chi lo scrisse (букв. „галеот бе книгата и този, който я написа“). Думата "Galeotto" означава „подтикващ към проституция“, но е и италианският термин за Галеот – рицар-полугигант в легендата за крал Артур, действал като посредник между Ланселот и Гуиневир, насърчавайки ги да се обичат. Вдъхновен от Данте, авторът Джовани Бокачо използва името Prencipe Galeotto в алтернативното заглавие на „Декамерон“ – колекция от новели от XIV век. В края на Песен III, Данте, обзет от съжаление и мъка, припада.

### Трети кръг (Чревоугодничество)
Песен 6
В третия кръг чревоугодниците се въргалят в гнила киша, произведена от непрекъснат, отвратителен, леден дъжд, като наказание за подлагането на разума им на ненаситен апетит. Цербер (описан като il gran vermo, букв. „големият червей", стих 22) – чудовищният триглав звяр от Ада, хищно пази чревоугодниците, лежащи в замръзналата тиня, разкъсвайки ги и одирайки ги с ноктите си, докато вият като кучета. Вергилий получава безопасно преминаване покрай чудовището, като напълва трите му усти с пръст.
Дороти Л. Сайърс пише, че „отдаването на греха, започнало с взаимно угаждане, води чрез незабележимо принизяване до самотно самоугаждане“. Чревоугодниците пълзят в калта сами, без да виждат, и не обръщат внимание на съседите си, символизирайки студената, егоистична и празна чувственост на живота им. Точно както похотта разкрива истинската си същност във ветровете на предишния кръг, тук кишата разкрива истинската природа на чувствеността – която включва не само прекомерното отдаване на храна и напитки, но и други видове пристрастяване.
В този кръг Данте разговаря с флорентински съвременник, идентифициран като Чако, което означава „прасе". Герой със същия псевдоним по-късно се появява в „Декамерон“ на Джовани Бокачо, където лакомото му поведение е ясно изобразено. Чако говори с Данте относно раздора във Флоренция между Белите и Черните гвелфи, който се развива след като раздорът между гвелфите и гибелините приключва с пълното поражение на гибелините. В първото от няколко политически пророчества в „Ад“ Чако предсказва изгонването на Белите гвелфи (партията на Данте) от Флоренция от Черните гвелфи, подпомогнати от папо Бонифаций VIII, което бележи началото на дългото изгнание на Данте от града. Тези събития се случват през 1302 г., преди да е написано поемата, но в бъдещето по на Великден 1300 г. – времето, в което се развива действието ѝ.

### Четвърти кръг (Алчност)
Песен 7
Четвъртият кръг се пази от фигура, която Данте нарича Плутон: това е Плутос, богът на богатството в класическата митология. Въпреки че двамата често се свързват, той е различна фигура от Плутон (Дис), класическият владетел на подземния свят. В началото на Песен 7 той заплашва Вергилий и Данте с загадъчната фраза Pape Satàn, pape Satàn aleppe, но Вергилий защитава Данте от него.
В четвъртия кръг се наказват онези, чието отношение към материалните блага се отклонява от подходящото. Те включват сребролюбците или скъперниците (включително много духовници, папи и кардинали), които трупат притежания, и прахосниците, които ги пропиляват. Двете групи се състезават, използвайки големи тежести като оръжия, които натискат с гърдите си.
Свързвайки този грях на невъздържаност с двата, които го предшестват (похотта и лакомията), Дороти Л. Сейърс пише: „Взаимното угаждане вече се е превърнало в егоистичен апетит; сега този апетит осъзнава несъвместимите и еднакво егоистични апетити на други хора. Безразличието се превръща в взаимен антагонизъм, изобразен тук чрез антагонизма между трупане и прахосване.” Контрастът между тези две групи кара Вергилий да разсъждава върху естеството на Фортуна, която издига нациите до величие и по-късно ги потапя в бедност, докато прехвърля „тези празни блага от нация на нация, клан на клан“. Тази реч запълва това, което иначе би било празнина в поемата, тъй като и двете групи са толкова погълнати от своята дейност, че Вергилий казва на Данте, че би било безсмислено да се опитва да говори с тях –  те са загубили своята индивидуалност и са станали неузнаваеми.

### Пети кръг (Гняв)
В блатистите вонящи води на река Стикс – Петият кръг активно гневливите се бият жестоко помежду си на повърхността на тинята, докато навъсените (пасивно гневливите) лежат под водата. Дороти Л. Сейърс пише, че на повърхността на мръсното Стигийско блато „активно мразещите се разкъсват и ръмжат едни на други, а на дъното навъсените мразещи лежат клокочещи, неспособни дори да изразят себе си заради гнева, който ги задушава“. Като последен кръг на невъздържанието, „дивото саморазочарование“ на Петия кръг бележи края на „това, което е имало своето нежно и романтично начало в лудостта на отдадената страст“.
Песен 8
Флегий неохотно прекарва Данте и Вергилий през Стикс с лодката си. По пътя ги срещат Филипо Ардженти, черен гвелф от видната фамилия Адимари. Малко се знае за него, въпреки че Джовани Бокачо описва инцидентa на избухването му; ранните коментатори твърдят, че брат му заграбва част от имуществото на Данте след изгнанието му от Флоренция. Той задава провокативен въпрос на Данте, което води до разпра, и се опитва да обърне лодката. Виргилий одобрява възмущението на Данте и го уверява, че желанието да види потъването на прокълнатия в калта, ще бъде изпълнени: точно както Ардженти е давал възможност за изземването на имуществото на Данте, така и самият той е „иззет“ от всички други гневни души, които му се нахвърлят.
Когато Данте отговаря „В плач и в скръб, проклет дух, нека останеш дълго време“, Вергилий го благославя с думи, използвани за описание на самия Христос (Лука 11:27). Буквално, това отразява факта, че душите в Ада са завинаги застинали в избраното от тях състояние, но алегорично, отразява началното съзнание на Данте за собствения му грях.
В далечината Данте съзира високи кули, които приличат на огненочервени джамии. Вергилий го информира, че наближават град Дис. В самия Дис, заобиколен от Стигийското блато, се намира Долният ад. Дис е едно от имената на Плутон, класическия цар на подземния свят, освен че е и име на царството. Стените на Дис се пазят от паднали ангели. Вергилий не успява да ги убеди да пуснат Данте и него да влязат. Вергилий уверява Данте, че ще дойде някой, който ще им отвори.
Песен 9
Данте е заплашен от Фуриите (Алекто, Мегера и Тисифона) и от Медуза. Ангел, изпратен от небето, осигурява влизането на поетите, отваряйки портата, като я докосва с пръчка, и укорява онези, които са се противопоставили на Данте. Алегорично това разкрива факта, че поемата започва да се занимава с грехове, които философията и хуманизмът не могат да разберат напълно. Вергилий също споменава на Данте как Ерихтон го е изпратила в най-долния кръг на Ада, за да върне дух оттам.

### Шести кръг (Ерес)
Песен 10
В шестия кръг еретици като Епикур и неговите последователи (които казват, че душата умира с тялото) са хванати в капан в пламтящи гробове. Данте води беседа с двама епикурейски флорентинци в един от гробовете: Фарината дели Уберти, известен водач на гибелините (след битката при Монтаперти през септември 1260 г. Фарината протестира силно срещу предложеното унищожаване на Флоренция на срещата на победителите гибелини; той умира през 1264 г. и е посмъртно осъден за ерес през 1283 г.), и Кавалканте Кавалканти – гвелф, който е баща на приятеля на Данте и колега поет Гуидо Кавалканти. Политическата принадлежност на тези двама мъже позволява по-нататъшно обсъждане на флорентинската политика. В отговор на въпрос на Данте за „пророчеството“, което е получил, Фарината обяснява, че това, което душите в Ада знаят за живота на земята, идва от виждането на бъдещето, а не от някакво наблюдение на настоящето. Следователно, когато „порталът на бъдещето е затворен“, вече няма да е възможно да знаят нищо. Фарината обяснява, че в гробницата са натъпкани също император Фридрих II, който обикновено се смята за епикуреец, и Отавиано Убалдини, когото Данте нарича „Кардинала“.
Песен 11
Данте чете надпис върху един от гробовете, показващ, че принадлежи на папа Анастасий II – въпреки че някои съвременни учени смятат, че Данте е допуснал грешка в стиха, споменаващ Анастасий („ Anastasio papa guardo, / lo qual trasse Fotin de la via dritta “, редове 8– 9), обърквайки папата с византийския император от онова време Анастасий I. Спирайки за момент преди стръмното спускане към зловонния седми кръг, Вергилий обяснява географията и обосновката на Долния ад, в който се наказват греховете на насилието (или зверството) и измамата (или злобата). В своето обяснение той се позовава на „Никомаховата етика“ и „Физика“ на Аристотел със средновековни тълкувания. Вергилий твърди, че има само два законни източника на богатство: природните ресурси („природа“) и човешките труд и дейност („изкуство“). Следователно лихварството, което трябва да бъде наказано в следващия кръг, е престъпление и срещу двете; това е един вид богохулство, тъй като е акт на насилие срещу изкуството, което е дете на природата, а природата произлиза от Бога.
След това Вергилий посочва времето чрез своето необяснимо съзнание за позициите на звездите. Голямата мечка сега се намира на северозапад над Каурус (северозападният вятър). Съзвездието Риби тъкмо се появява над хоризонта: това е зодиакалният знак предшестващ Овена. Песен I отбелязва, че Слънцето е в Овена и тъй като 12-те зодиакални знака изгряват на интервали от два часа, сега би трябвало да са около два часа преди изгрев: 4:00 сутринта на Велика събота, 9 април.

### Седми кръг (Насилие)
Песен 12
Седмият кръг, разделен на три отдела, приютява насилниците. Данте и Вергилий се спускат по купчина скали, които някога са образували скала, за да достигнат до Седмия кръг от Шестия кръг, като първо трябва да избегнат Минотавъра („позорът на Крит“, ред 12)“ При вида им Минотавърът гризе плътта си. Вергилий уверява чудовището, че Данте не е неговият омразен враг Тезей. Това кара Минотавъра да ги атакува, докато Данте и Вергилий бързо навлизат в седмия кръг. Вергилий обяснява наличието на разбити камъни около тях: те са резултат от голямото земетресение, което разтърсва земята в момента на смъртта на Христос (Мат. 27:51), по време на Разтърсването на Ада. Руините, получени в резултат на същия трус, са видени преди това в началото на Горния ад (на входа на Втория кръг, песен 5).
Отдел 1: Насилници против ближния. В първия отдел на седмия кръг убийците, войниците, грабителите и тираните са потопени във Флегетон, река от кипяща кръв и огън. Сиарди пише, „както са тънали в кръв през живота си, така са потопени завинаги в кипящата кръв, всеки според степента на греха си“. Кентаврите, командвани от Хирон и Фол, патрулират около пръстена, стреляйки със стрели във всеки грешник, който се появи по-високо от кипящата кръв, отколкото е позволено. Кентавърът Нес води поетите през Флегетон и посочва Александър Велики (вероятно), „Дионисий“ (Дионисий I или Дионисий II, или и двамата – кръвожадни, непопулярни тирани на Сицилия), Ецелино III да Романо (най-жестокият от гибелинските тирани), Обицо II д’Есте и Гийом дьо Монфор (граф на Нола). Реката става все по-плитка, докато стигне до брод, след което се връща в пълен кръг обратно към по-дълбоката част, където Данте и Вергилий за първи път я приближават: тук са потопени тираните, включително Атила, крал на хуните („бич на земята“, стих 134), „Пир“ (кръвожадният Неоптолем – син на Ахил или крал Пир от Епир), Секст, Риниери да Корнето и Риниери Паци. След като довежда Данте и Вергилий до плиткия брод, Нес ги оставя, за да се върне на поста си. Този пасаж може да е повлиян от ранносредновековния Visio Karoli Grossi („Видение на Карл Дебели“ – анонимна творба на латинската проза от ок. 900 г.).
Песен 13
Отдел 2: Насилници против себе си. Вторият отдел на седмия кръг е Гората на самоубийците, в която душите на самоубийците и тези, които от отчаяние са търсили смърт. Първите са превърнати в сухи дънери с безлистни клони, по които Харпии  (отвратителни птици с остри нокти и с лица на жени) вият своите гнезда, а вторите са постоянно преследвани от бесни кучки, които постепенно ги разкъсват. Данте отчупва клонка от едно от дърветата и от кървящия ствол чува разказа за Пиетро дела Виня, могъщ министър на император Фридрих II, докато не изпада в немилост и не е хвърлен в затвора и ослепен. Впоследствие той се самоубива; присъствието му тук, а не в деветия кръг, показва, че Данте вярва, че обвиненията срещу него са неверни. Харпиите и характеристиките на кървящите храсти се основават на книга 3 от „Енеида“. Според Дороти Л. Сейърс Данте представя греха на самоубийството като „обида за тялото; така че тук сенките са лишени дори от подобие на човешка форма. Тъй като те са отказали живота, те остават фиксирани в мъртва и изсъхнала стерилност. Те са образ на омразата към себе си, която изсушава самия сок от енергия и прави целия живот безплоден." Дърветата могат да се тълкуват и като метафора за състоянието на ума, в което се извършва самоубийство.
Данте научава, че тези самоубийци, уникални сред мъртвите, няма да бъдат телесно възкресени след Страшния съд, тъй като са изхвърлили телата си; вместо това те ще запазят храстовата си форма, със собствените си трупове, висящи от бодливите крайници. След като Пиетро дела Виня завършва разказа си, Данте забелязва две сенки (Лано от Сиена и Якопо ди Сант Андреа от Падуа) да тичат през гората, преследвани и жестоко хапани от свирепи кучки – това е наказанието за жестокия прахосник, който, обладан от покварена страстта... разпръснал благата си заради чистата безумна похот за развалини и безредици“. Унищожението, причинено на дървото от бягството и наказанието на развратниците, докато се блъскат през храсталака, причинява допълнително страдание на самоубийците, които не могат да се отдръпнат от пътя.
Песен 14
Отдел 3: Насилниците против Бога, изкуството и природата. Третият отдел от седмия кръг е голяма равнина, насипана с нажежен пясък, обгорена от огромни огнени капки, падащи бавно от небето – образ, произлизащ от съдбата на Содом и Гомор (Битие, 19:24). Богохулниците (насилниците против Бога) са изпънати по гръб върху горящия пясък, содомитите (насилниците против природата) тичат в кръг, а лихварите (насилниците против изкуството, което е внук на Бога, както е обяснено в Песен 11) са клекнали сгушени и плачещи. Сиарди пише: „Богохулството, содомията и лихварството са неестествени и безплодни действия: по този начин непоносимата пустиня е вечността на тези грешници; и по този начин дъждът, който в природата би трябвало да е плодороден и хладен, се спуска като огън“. Данте намира Капаней проснат върху пясъка. Той е един от седемте вождове, които са обсаждали Тива и заради богохулството му срещу Юпитер е поразен с мълния по време на войната на Седмината срещу Тива; той все още презира Юпитер в отвъдния живот. Преливането на Флегетон – реката от кръв от първия отдел, тече кипяща през Гората на самоубийците (Втори отдел) и пресича Горящата равнина. Вергилий обяснява произхода на реките на Ада, което включва препратки към Стареца от Крит.
Песен 15
Защитени от силите на кипящата река, Данте и Вергилий напредват през горящата равнина. Те минават покрай бродеща група содомити и Данте, за своя изненада, разпознава Брунето Латини. Данте се обръща към него с дълбока и скръбна привързаност, „отдавайки му най-голямата почит, предлагана на всеки грешник в Ада“, като по този начин опровергава предположенията, че поетът поставя само враговете си в Ада. Данте изпитва голямо уважение към Брунето и се чувства духовно задължен към него и неговите произведения. Брунето пророкува лошото третиране на Данте от страна на флорентинците. Данте също така идентифицира други содомити, включително Присциан (латински граматик от 5 век), Франческо д'Акорсо (знаменит адвокат и преподавател по право в Болоня от 13 век) и епископа от 13 век Андреа Моци (който за своите порочни нрави е преместен от папата във Виченца).
Песен 16
Поетите започват да чуват водопада, който се спуска над Голямата скала в Осмия кръг, когато три сенки се отделят от компанията им и ги поздравяват. Това са Якопо Рустикучи, Гуидо Гуера и Тегиайо Алдобранди – всички флорентинци, на които Данте много се възхищава. Рустикучи обвинява жестоката си съпруга Гуалдрада за терзанията си. Грешниците искат новини за Флоренция, а Данте оплаква текущото състояние на града. На върха на водопада, по заповед на Вергилий, Данте сваля въже от кръста си и Вергилий го пуска през ръба. Сякаш в отговор една голяма, изкривена фигура плува нагоре през мръсния въздух на бездната – тази на Герион. К. Величков (бел. 8 към Песен 16 на „Ад“) пише: „Въжето, с което Данте казва, че е искал да хване пантерата и което Вергилий хвърля в бездната, за да накара Герион да излезе и да ги свали в осмия кръг, има символическо значение, на което от разни тълкуватели се дават различни обяснения Ако се приеме, че Данте в своите младини е бил постъпвал във францискански манастир, но е напуснал ордена, без да се посвети окончателно на монашество, това е въжето, с което се препасват монасите от Францисканския орден, и означава силата, с която успяваме да надвием страстите. С тая сила, която заключава в себе си добродетел и въздържание. Данте се е домогвал да хване пантерата, символ на сладострастието, и да я направи безвредна. Според едни тълкуватели въжето означава хитростите, с които е обвито на всеки човек сърцето. Данте, за да достигне до пълно съвършенство, трябва да освободи себе си от тия хитрости. Това и прави Вергилий, като хвърля въжето в бездната. Понеже в тая бездна живее Герион, който олицетворява лъжата и лукавството, той познава знака, що му хвърлят, и веднага се изкачва горе. Според друго тълкуване, всъщност Герион представлява лъжата, въжето е символ на правда, прямодушие и доблест, съединени с умереност, пред които лъжата остава обезоръжена и посрамена.“
Песен 17
Създанието, което се приближава към Данте, е Герион, чудовището на измамата. Вергилий обявява, че трябва да полетят от скалата на гърба на чудовището. Докато Виргилий говори с Герион, Данте отива сам да види лихварите, наказани да седят до голямата бездна под дъжд от пламъци. Между тях той вижда някои свои познати. Данте обаче не ги разпознава, но всеки има хералдическа емблема, изобразена върху кожена кесия около врата му, която показва, че те произхождат от знатни флорентински семейства. Това са Катело ди Росо Джанфиляци, Чапо Убриаки, падуанецът Реджиналдо Скровени (който пророкува, че неговият падуански колега Виталиано ди Якопо Виталиани ще се присъедини към него тук) и Джовани ди Буямонте. След това Данте се присъединява отново към Вергилий и, качени на гърба на Герион, двамата започват спускането си от голямата скала в Осмия кръг: Адът на измамниците и злонамерените.
Герион, крилато чудовище, което позволява на Данте и Вергилий да се спуснат по огромна скала, за да достигнат до Осмия кръг, традиционно е представян като гигант с три глави и три съединени тела. Герион-ът на Данте е образ на измама, съчетаващ човешки, зверски и влечугоподобни елементи: той е „чудовище с обща форма на виверн, но с опашка на скорпион, космати ръце, пищно белязан тяло на влечуго и лице на справедлив и честен човек". Приятното човешко лице върху това гротескно тяло напомня за неискрения измамник, чиито намерения „зад лицето“ са чудовищни, хладнокръвни и жилещи с отрова.

### Осми кръг (Измама)
Песен 18
Сега Данте се озовава в Осмия кръг, наречен Malebolge („Зли ями“): горната половина на Ада на измамниците и злонамерените. Осмият кръг е голяма каменна фуния, оформена като амфитеатър, около която вървят поредица от десет дълбоки, тесни, концентрични ями, наречени bolge. В тези ями са наказани виновните за измама. От подножието на Голямата скала до Кладенеца (който оформя гърлото на фунията) има големи скални израстъци като спици на колело, които служат като мостове над десетте ями. Дороти Л. Сайърс пише, че Злите ями са „образът на града в корупция: прогресивното разпадане на всяка социална връзка, лична и обществена. Сексуалност, църковна и гражданска длъжност, език, собственост, съвет, авторитет, психическо влияние и материална взаимозависимост – всички посредници на обмена на общността са изопачени и фалшифицирани.“
Яма 1: Сводници и съблазнители. Тези грешници правят две редици – едната по протежение на двата бряга на ямата, и маршируват бързо в противоположни посоки, докато вовеки са бичувани от рогати демони. Те „съзнателно са експлоатирали страстите на другите и така ги карали да служат на собствените си интереси, самите те са подтиквани и бичувани“. Данте се позовава на скорошно правило за движение, разработено за юбилейната 1300 година в Рим. В групата на сводниците поетите забелязват Венедико Качанемико – болонски гвелф, продал собствената си сестра Гизола на маркиз Обицо II д'Есте. В групата на съблазнителите Вергилий сочи Язон – гръцкият герой, който води Аргонавтите да донесат Златното руно от Еет, цар на Колхида. Язон печели помощта на дъщерята на краля Медея, като я съблазнява и се жени за нея само за да я изостави по-късно за Креуза (Главка). Преди това Язон съблазнява Хипсипила, когато Аргонавтите достигат Лемнос на път за Колхида, но я изоставя сама и бременна“.
Яма 2: Ласкатели. Те също експлоатират други хора, този път злоупотребявайки и покварявайки езика, за да си играят с желанията и страховете на другите. Те са потопени в изпражнения (представителни за фалшивите ласкателства, които са казвали на земята), докато вият и се бият помежду си. Сред тях са Алесио Интерминели от Лука (известен със своите раболепни и фалшиви ласкателства) и Таида (гръцка хетера от IV век, героиня в комедията на Теренций „Евнух“).
Песен 19
Яма 3: Симоняни. Тук Данте силно осъжда извършилите симония, т.е. продажба на църковни услуги и длъжности, и следователно са спечелили пари за себе си от това, което принадлежи на Бога. Грешниците са поставени с главата надолу в кръгли, подобни на тръби дупки в скалата (унизителна подигравка на кръщелните купели), с пламъци, изгарящи стъпалата на краката им. Топлината на огъня е пропорционална на техния грях. Сравнението с кръщелните купели дава случайна възможност на Данте да изчисти името си от обвинение за злонамерено увреждане на купела в Баптистерия на Свети Йоан. Въпреки че Данте не го среща, той споменава тук Симон Магесник, предлагал на апостол Петър пари, за да получи дарба да прави чудеса и на когото е кръстен грехът. Един от грешниците, папа Николай III, трябва да отслужва адското кръщение с огън от смъртта си през 1280 г. до 1303 г. – пристигането в Ада на папа Бонифаций VIII. Бонифаций ще заеме мястото на своя предшественик в каменната фуния до 1314 г., когато ще на свой ред да бъде заменен от папа Климент V, марионетка на френския крал Филип IV, който мести папския престол в Авиньон, поставяйки началото на Авиньонското папство (1309 – 1377). Данте изобличава симонийната поквара на Църквата.
Песен 20
Яма 4: Магьосници. В средата на моста на четвъртата яма Данте гледа надолу към душите на гадателите, астролозите, предсказателите и други фалшиви пророци. Наказанието на онези, които са се опитали да „узурпират прерогативите на Бога, като надничат в бъдещето“, е главите им да бъдат обърнати върху телата им откъм гърба им: в това ужасно изкривяване на човешката форма тези грешници са принудени да вървят назад вовеки, заслепени от собствените си сълзи. Джон Сиарди пише: „По този начин онези, които се стремят да проникнат в бъдещето, не могат дори да виждат пред себе си; те се опитват да се придвижат напред във времето, така че трябва да се връщат назад през цялата вечност; и тъй като изкуството на магьосничеството е изкривяване на Божият закон, така и телата им са изкривени в Ада“ Въпреки че се отнася предимно за опитите да се види в бъдещето чрез забранени средства, това също така символизира изкривената природа на магията като цяло. Данте плаче от съжаление и Вергилий го упреква. Вергилий дава пространно обяснение за основаването на родния си град Мантуа. Сред грешниците в този кръг са цар Амфиарай (един от Седмината срещу Тива, който, предвиждайки смъртта си във войната, се опитва да я предотврати, като се укрива от битката, но умира при земетресение, опитвайки се да избяга), както и двама тивански гадатели: Тирезий (в Метаморфозите на Овидий III, 324–331 той става жена, след като удря две копулиращи змии с жезъла си; седем години по-късно се превръща обратно на мъж при идентична среща) и дъщеря му Манто. Също така в тази яма са Арунтий (етруски гадател, който предсказва победата на Цезар в Римската гражданска война във Фарсалия I на Лукан, 585–638), гръцкият авгур Еврипил, астролозите Майкъл Скот (служил в двора на Фридрих II в Палермо) и Гуидо Бонати (служил в двора на Гуидо да Монтефелтро), както и Асденте (обущар и гадател от Парма). Вергилий загатва, че Луната сега залязва над Херкулесовите стълбове на запад: часът е точно след 6 часа сутринта – зората на Велика събота.
Песен 21
Яма 5: Продажници. Корумпираните политици, натрупали пари от обмен на обществени длъжности (политическият аналог на симоняните), са потопени в езеро от кипяща смола, което представлява лепкавите пръсти и тъмните тайни на техните корупционни сделки. Те се пазят от демони, наречени Малебранки („Зли нокти“), които ги разкъсват на парчета с нокти и куки, ако ги хванат над повърхността на смолата. Поетите наблюдават как демон пристига със сенатор от Лука и го хвърля на терена, където демоните го нападат. Вергилий осигурява безопасното поведение на лидера на Малебранките на име Малакода („Зла опашка“). Той ги информира, че мостът през шестата яма е срутен в резултат на земетресението, разтърсило Ада при смъртта на Христос през 34 г. сл. Хр., но има друг път по-нататък. Той изпраща отряд демони начело с Барбарича (Къдравобрадий), за да ги придружи безопасно. Въз основа на подробностите в тази песен (и ако се приеме, че смъртта на Христос е настъпила точно по обяд), часът е 7 сутринта на Велика събота. Демоните изпълняват вид сатирична черна комедия – в последния ред на Песен 21 знакът за техния марш е даден от пръдня: ed elli avea del cul fatto trombetta (букв. „и той бе от задника си направил [звук на] тръба“.
Песен 22
Един от продажниците, неидентифициран наварец (идентифициран от ранните коментатори като Чампòло, т.е. Жан-Пол Наварски), е заловен от демоните и Вергилий го разпитва. Грешникът говори за своите колеги продажници: брат Гомит (корумпиран монах в Галура, обесен от Нино Висконти за приемане на подкупи, за да позволи на затворници да избягат) и Микеле Дзанке (корумпиран наместник в Логодуро при крал Енцо от Сардиния). Той предлага да примами някои от своите събратя по страдание в ръцете на демоните и когато планът му е приет, бяга обратно на терена. Дяволите Аликино и Калкабрина започват сбиване във въздуха и сами падат на терена, а Барбарича организира спасителен отряд. Данте и Вергилий се възползват от объркването, за да се изплъзнат.
Песен 23
Яма 6: Лицемери. Поетите избягват от преследващите ги Малебранки, като се плъзгат надолу по наклонения бряг на следващата яма. Тук те намират лицемерите апатично да се разхождат по тясна пътека вовеки, натежали от оловни одежди. Одеждите са брилянтно позлатени отвън и са оформени като монашески навик – „външният вид на лицемера блести ярко и минава за святост, но под това шоу се крие ужасната тежест на неговата измама“, лъжа, която ги тежи и прави духовния прогрес невъзможен за тях. Данте разговаря с Каталано Малаволти и Лодеринго Андало – двама болонски братя от Веселите монаси (Гауденти или Братя на Пресветата Дева Мария) – орден, придобил репутация, че не изпълнява обетите си и в крайна сметка разпуснат с папски указ. Отец Каталано посочва Каяфа – първосвещеникът на Израел при Пилат Понтийски, който съветва фарисеите да разпнат Исус за общественото благо (Йоан 11:49-50). Самият той е разпънат на дъното на Ада с три големи стълба и в такава позиция, че всеки преминаващ грешник трябва да стъпи върху него: той „трябва да понесе върху тялото си тежестта на цялото лицемерие на света“. Веселите братя обясняват на Вергилий как може да се изкачи от ямата; Вергилий открива, че Малакода го е излъгал за мостовете над шестата яма.
Песен 24
Яма 7: Крадци. Данте и Вергилий напускат ямата на лицемерите, като се катерят по разрушените скали на мост, разрушен от голямото земетресение, след което пресичат моста на Седма яма до далечната страна, за да наблюдават следващата. Ямата е пълна с чудовищни влечуги: сенките на крадците са преследвани и хапани от змии и гущери, които се свиват около грешниците и връзват ръцете им зад гърба им. Пълният ужас от наказанието на крадците се разкрива постепенно: точно както те са крали чуждо имущество в живота, самата им самоличност тук става обект на кражба. Един грешник, който неохотно се идентифицира като Вани Фучи, е ухапан от змия по югуларната вена, избухва в пламъци и се възражда отново от пепелта като Феникс. Вани произнася мрачно пророчество срещу Данте.
Песен 25
Вани богохулства и змиите се нахвърлят срещу него. Кентавърът Как пристига, за да го накаже. Как има огнедишащ дракон на раменете си и змии, покриващи конския му гръб (в римската митология Как, чудовищният, огнедишащ син на Вулкан, е убит от Херкулес, защото е нападнал добитъка на героя; в „Енеида“, VIII, 193–267 Вергилий не го описва като кентавър). След това Данте се среща с пет благородници крадци от Флоренция и наблюдава техните различни трансформации. Аниело Брунелески, в човешка форма, се слива със змията с шест крака, която е Чанфа Донати. Лице на име Буозо (може би Буозо Абати или Буозо Донати, последният от които е споменат в „Ад“, песен 30, стих. 44) се появява за първи път като мъж, но разменя форми с Франческо Кавалканти, който ухапва Буозо под формата на змия с четири крака. Пучо Шанкато засега остава непроменен.
Песен 26
Яма 8: Измамни съветници. Данте отправя страстна инвектива (нападателна реч) срещу Флоренция, преди да премине към следващата яма. Тук се движат измамните съветници или злите съветниц , скрити от погледа в отделни пламъци. Това не са хора, дали фалшиви съвети, а хора, използвали позицията си, за да съветват други да участват в измама. Одисей и Диомед са наказани заедно в голям двуглав пламък; те са осъдени за хитростта на Троянския кон (което води до падането на Троя), за убеждаването на Ахил да отплава за Троя (като Дейдамея умира от мъка) и за кражбата на свещената статуя на Палада, Паладиум (от което се е смятало, че е зависела съдбата на Троя). Одисей, фигурата в по-големия рог на пламъка, разказва историята за последното си пътуване и смъртта, творение на Данте, което илюстрира степента на собствената му гордост въпреки осъждането му на този основен порок в „Божествена комедия“. Одисей разказва как, след задържането му от Цирцея, нито радостната му мисъл за сина му Телемах, нито благочестието към стария му баща Лаерт, нито обичта към съпругата му Пенелопа са могли да надделеят над желанието му да тръгне в открито море, за да види „... свят, народи, доблестта,/ пороците им, тяхното живеене“. Докато се приближават до Херкулесовите стълбове, Одисей призовава следното: „От род сме ний такъв, за кой е срам / бездушно като скот да прозябява: / живот Зевс гръмовержец дал е вам, / за слава и за знанья да ламтите“. Този пасаж илюстрира опасността от използване на реторика без подходяща мъдрост – недостатък, осъден от няколко от най-видните философски влияния на Данте. Въпреки че Одисей успешно убеждава своя екипаж да се впусне в неизвестното, му липсва мъдростта да разбере опасността, която това води до смъртта им при корабокрушение, след като са видели Планината на Чистилищете в Южното полукълбо.
Песен 27
Към Данте се приближава духът на Гуидо да Монтефелтро, обвит в пламъци. Той е бил начело на гибелините от Романя и сега моли Данте да му даде новини за страната му. Данте му отговаря с трагично резюме на сегашното състояние на градовете на Романя. След това Гуидо разказва за живота си. След живот като човек на оръжието, проницателен и коварен, а не смел и лоялен, той се разкайва и става францисканец. Но папа Бонифаций VIII, който познава славата му, го призовава, обещавайки да го му опрости греховете, ако го посъветва как да спечели срещу римското семейство Колона, неговите врагове. Тук Данте загатва за борбата, предприета от Бонифаций през 1297 г. срещу Колона и техните последователи, които отказват да признаят валидността на абдикацията на папа Целестин V и следователно избора на нов папа. Отлъчени от Църквата и приканени да се подчинят в рамките на десет дни, Колона се укриват в замъците в Дзагароло и Палестрина, където оказват съпротивлява година и половина. Гуидо да Монтефелтро се колебае, осъзнавайки греха, който се кани да извърши, след което, убеден, приема, смятайки греха на неподчинението за по-сериозен от този на предоставянето на измамни съвети. Затова той съветва Бонифаций да обещае прошка на враговете си, без след това да я спази. Но при смъртта му дяволът взема душата му макар че Свети Франциск пожелава да го отведе в Рая. Дяволът твърди, че човек не може да се покае за едно действие и да го извърши едновременно. За това Гуидо е осъден в ямата на измамните съветници. В края на разказа си той се отдалечава, разлюлявайки островърхия пламък. Данте и Вергилий продължават към следващата яма, където са наказани сеячите на раздори.
Песен 28
Яма 9: Сеячи на раздори. В Девета яма сеячите на раздори са разсичани за цяла вечност от голям демон с кървав меч: телата им са разделени, тъй като в живота техният грях е бил да разкъсат това, което Бог е възнамерявал да обедини; това са грешниците, „готови да разкъсат цялата тъкан на обществото, за да задоволят един разделен егоизъм“. Душите трябва да влачат разрушените си тела около рова, раните им зарастват в хода на обиколката, само за да може демонът да ги разкъса отново. Те са разделени на три категории: сеячи на религиозен разкол и раздор, на граждански борби и политически раздори, и на разединение в семейството или между роднини. Главен сред първите е Мохамед, основателят на исляма: тялото му е разпорено от слабините до брадичката, като вътрешностите му висят навън. Данте очевидно вижда Мохамед като причиняващ разцепление в християнството, когато той и неговите последователи се отделят. Данте също осъжда зет му Али за разкола между сунити и шиити: лицето му е разцепено от горе до долу. Мохамед казва на Данте да предупреди разколника и еретика Фра Долчино. Във втората категория са Пиер да Медичина (гърлото му е прерязано, носът му е отрязан до веждите, има рана на мястото на едното му ухо), римският трибун Гай Скрибоний Курион (който съветва Цезар да пресече река Рубикон и така да започне Гражданската война; езикът му е отрязан) и Моска дей Ламберти (който подбужда семейство Амидеи да убие Буонделмонте Буонделмонти, което води до конфликт между гвелфи и гибелини; ръцете му са отрязани). И накрая, в третата категория грешници е рицарят от XI-XII век Бертран де Борн, който носи отсечената си глава за собствената ѝ коса, като я люлее като фенер. Твърди се, че Бертран е предизвикал кавга между крал Хенри II и неговия син принц Хенри Младия крал; неговото наказание в Ада е обезглавяване, тъй като разделянето на баща и син е като отрязване на главата от тялото.
Песен 32
Яма 10: Фалшификатори. Последната яма на Осмия кръг е дом на различни видове фалшификатори. „Болест“ на обществото, те самите са засегнати от различни видове страдания: ужасни болести, воня, жажда, мръсотия, тъмнина и писъци. Някои лежат проснати, докато други тичат гладни през ямата, разкъсвайки други на парчета. Малко преди пристигането им в тази яма, Вергилий посочва, че е приблизително обяд на Велика събота и той и Данте обсъждат един от роднините на Данте (Джери де Бело) сред сеячите на раздори в предишната яма. Първата категория фалшификатори, с които се сблъсква Данте, са алхимиците (фалшификаторите на нещата). Той говори с два духа, злобно търкащи и дращещи прокажените си струпеи: Грифолино д'Арецо (алхимик, измъкнал пари от глупавия Алберто да Сиена срещу обещанието да го научи да лети; известният баща на Алберто, епископът на Сиена, накарал Грифолино да бъде изгорен на клада) и Капокио (изгорен на клада в Сиена през 1293 г. заради практикуването на алхимия).
Песен 30
Изведнъж два духа – тези на Джани Скики де Кавалканти и на Мира, и двамата наказани като Самозванци (Фалшификатори на личности) и тичат бесни през ямата. Скики забива зъбите си във врата на алхимика Капокио и го отмъква като плячка. Грифолино обяснява как Мира се е преоблякла, за да извърши кръвосмешение с баща си, краля на Кипър Кинир, докато Скики се представя за мъртвия Буозо Донати Стари, за да продиктува завещание, давайки на себе си си печалба. След това Данте среща майстор Адам от Бреша, един от фалшификаторите (фалшификаторите на пари): за производството на флорентински флорини от 21, а не от 24-каратово злато е изгорен на клада през 1281 г. Той е наказан от отвратителна болест, подобна на воднянка, която му причинява подут стомах, не му позволява да се движи, както и вечна непоносима жажда. Майстор Адам посочва двама грешници от четвъртата група, тази на Лъжесвидетелите (Фалшификатори на думите). Това са Съпругата на Потифар (наказана за лъжливото си обвинение срещу Йосиф, Битие 39:7–19) и Синон, ахейският шпионин, който лъже троянците, за да ги убеди да вземат Троянския кон в града им („Енеида“, II, 57–194); Синон е тук, а не в Яма 8, защото съветът му е не само фалшив, но и зъл. И двамата страдат от пареща треска. Майстор Адам и Синон си разменят обиди, които Данте наблюдава, докато не бъде смъмрен от Вергилий. В резултат на своя срам и покаяние на Данте му е простено от неговия водач. Дороти Сейърс отбелязва, че слизането през Злите ями „започна с продажбата на сексуалните отношения и продължи с продажбата на Църквата и Държавата; сега самите пари са покварени, всяко твърдение се е превърнало в лъжесвидетелстване и всяка самоличност е лъжа“, така че всеки аспект на социалното взаимодействие е прогресивно унищожен.
Централен кладенец на Злите ями
Песен 31
Данте и Вергилий се приближават до Централния кладенец, на дъното на който се намира деветият и последен кръг на Ада. Класическите гиганти и библейските великани, които може би символизират гордостта и други духовни недостатъци, стоящи зад актове на предателство, стоят на постоянна стража в ямата на кладенеца, краката им са вградени в бреговете на Деветия кръг, докато горните им половини се издигат над ръба и могат да се видят от Злите ями. Данте първоначално ги бърка с големите кули на град. Сред великаните Вергилий идентифицира Нимрод (опитал се да построи Вавилонската кула; той извиква неразбираемото Raphèl mai amècche zabì almi); Ефиалт (който с брат си Отус се е  опитал да щурмува Олимп по време на Гигантомахията; той е с оковани ръце) и Бриарей (за когото Данте твърди, че е предизвикал боговете), както и Титий и Тифон, обидили Юпитер. Тук е и Антей, който не се е присъединил към бунта срещу Олимпийските богове и затова не е окован. По убеждаване на Вергилий Антей взема поетите в голямата си длан и ги спуска леко до последното ниво на Ада.

### Девети кръг (Предателство)
Песен 32
В основата на кладенеца Данте се озовава в голямо замръзнало езеро: Кокит, деветият кръг на Ада. Хванати в леда, всеки според вината си, са наказани грешниците, виновни за предателство срещу онези, с които са имали специални отношения. Леденото езеро е разделено на четири концентрични зони от предатели, съответстващи, по ред на сериозност, на предателство на семейни връзки, предателите на връзки в общността, предателите на гостите и предателите на благодетелите. Това е в контраст с популярния образ на Ада като огнен; Чарди пише: „Предателствата на тези души бяха отричане на любовта (която е Бог) и на цялата човешка топлина. Само безмилостната мъртва точка на леда ще послужи за изразяване на природата им. Както отричаха Божията любов, така те са най-отдалечени от светлината и топлината на Неговото слънце. Както те отричаха всички човешки връзки, така те са свързани само от твърдия лед." Това последно, най-дълбоко ниво на Ада е запазено за предателите, предатели и клетвопрестъпници (най-известният му затворник е Юда Искариотски).
Зона 1 (Каина): кръстена на Каин, убил брат си Авел в първия акт на убийство (Битие, 4:8). Тук се намират Предателите на роднините: те държат вратовете и главите си извън леда и им е позволено да наведат глави, позволявайки известна защита от смразяващия вятър. Тук Данте вижда братята Алесандро и Наполеоне Алберти, избили се един друг заради наследството и политиката си някъде между 1282 и 1286 г. Камичоне Паци – гибелин, убил своя роднина Убертино, идентифицира няколко други грешници: Мордред (предателски син на крал Артур), Вани Канчелиери, по прякор Фокача (бял гвелф от Пистоя, убил своя братовчед Дето Канчелиери) и Сасоло Маскерони от благородническото семейство Тоски от Флоренция (убил роднина). Камичоне знае, че през юли 1302 г. неговият роднина Карлино де' Паци ще приеме подкуп, за да предаде замъка Пиантравини на Черните гвелфи, предавайки Белите. Като предател на партията си Карлино принадлежи към Антенора, следващият кръг надолу – неговият по-голям грях ще направи Камичоне да изглежда добродетелен в сравнение.
Зона 2 (Антенора), кръстена на Антенор, троянски войник, предал града си на гърците. Тук лежат предателите на родината: тези, извършили предателство срещу политически субекти (партии, градове или държави), са с глави над леда, но не могат да извият врат. Данте случайно рита главата на Бока Абати, предателски гвелф от Флоренция, и след това продължава да се отнася с него по-свирепо от всяка друга душа, която е срещал досега. Също така наказани тук са Буозо да Дуера (водач на гибелините, подкупен от французите, за да предаде краля на Неапол Манфред), Тезауро Бекария (гибелин от Павия, обезглавен от флорентинските гвелфи за предателство през 1258 г.), Джани Солданиери (благороднически флорентински гибелин, присъединил се към гвелфите след смъртта на крал Манфред през 1266 г.), Ганелон (Гано ди Маганца) (предал ариергарда на Карл Велики на мюсюлманините при Ронсево според френската епична поема „Песен за Роланд“) и Тебалдело Дзамбрази от Фаенца (гибелин, предал града си на болонските гвелфи на 13 ноември 1280 г.). Тогава поетите виждат две глави, замръзнали в една яма, като едната гризе тила на другата.
Песен 33
Гризещият грешник разказва своята история: той е граф Уголино, а главата, която гризе, принадлежи на архиепископ Руджери. В „най-жалния и драматичен пасаж от „Ад““ Уголино описва как е заговорничил с Руджери през 1288 г., за да прогони своя племенник Нино Висконти и да поеме контрола над гвелфите от Пиза. Въпреки това, веднага щом като Нино си тръгва, архиепископът, усещайки отслабената позиция на гвелфите, се обръща срещу Уголино и го затваря със синовете и внуците му в Кула „Гуаланди“ (днес в Палацо дел Оролоджо в Пиза). През март 1289 г. архиепископът осъжда затворниците на гладна смърт в кулата.
Зона 3 (Птоломея). Според повечето древни (започвайки с Яков) и съвременни коментатори това име произлиза от библейския Птолемей, управител на провинция Йерихон, поканил своя тъст Симон, върховен свещеник, и синовете му Мататия и Юда, кара да ги убият чрез предателство (1 Макавей, 16). Според други хипотези става въпрос за египетския цар Птолемей XIII, оставил Помпей, намерил убежище при него, да бъде убит. Тук Предателите на гостите лежат по гръб в леда, докато сълзите им замръзват в очните им кухини, запечатвайки ги с малки козирки от кристал – те се лишени дори от възможността да плачат. Данте среща Фра Албериго, един от Веселите монаси (Гауденти или Братя на Пресветата Дева Мария) – орден, придобил репутация, че не изпълнява обетите си и в крайна сметка разпуснат с папски указ). Албериго, родом от Фаенца, моли Данте да махне козирката от лед от очите му. През 1285 г. Албериго кани опонентите си Манфред (негов брат) и Албергето (син на Манфред) на банкет, на който хората му убиват гостите на вечерята. Той обяснява, че често душата на жив човек попада в Птоломея. След това, на земята, демон се вселява в тялото и остава в него чак до естествената смърт на тялото. Грехът на Фра Албериго е идентичен по вид с този на Бранка Дория, генуезки гибелин, който през 1275 г. кани своя тъст Микеле Дзанке (видян в Осмия кръг, яма 5) и нарежда да бъде нарязан на парчета. Бранка (т.е. земното му тяло) не умира до 1325 г., но душата му, заедно с тази на неговия племенник, който му помага в предателството, пада в Птолемея, преди душата на Микеле Дзанке да е пристигнала в Ямата на продажниците. Данте си тръгва, без да спази обещанието си да изчисти очите на Фра Албериго от леда.
Песен 34
Кръг 4 (Юдека): четвъртата част на Кокит, наречена на Юда Искариотски, съдържа Предателите на благодетелите. При влизане в този кръг Вергилий казва Vexilla regis prodeunt inferni („На царя адски минават знамената“). Юдека е напълно безмълвна: всички грешници са напълно капсулирани в леда, изкривени и усукани във всякаква възможна позиция. Те представят образа на пълна неподвижност: невъзможно е да се говори с някого от тях, така че Данте и Вергилий бързо се придвижват към центъра на Ада.
Център на Ада
В самия център на Ада, осъден за извършване на най-големия грях (лично предателство срещу Бога), е Луцифер, споменат от Вергилий като Дис (римският бог на подземния свят; името "Дис" често се използва за Плутон в древността, като например в „Енеида“ на Вергилий). Архипредателят Луцифер някога е бил смятан от Бог за най-справедливия от ангелите, преди гордостта му да го накара да се разбунтува срещу него, което води до изгонването му от Рая. Луцифер е гигантски, ужасяващ звяр, хванат до кръста в леда, прикован и страдащ. Той има три лица, всяко с различен цвят: едното червено (в средата), другото бледожълто (вдясно) и третото черно (вляво). Дороти Л. Сайърс отбелязва, че според някои трите му лица предполагат неговия контрол над трите човешки раси: червено за европейците (от Яфет), жълто за азиатците (от Сим) и черно за африканците (расата на Хам). Всички интерпретации признават, че трите лица представляват фундаментално извращение на Троицата: Сатаната е безсилен, невеж и изпълнен с омраза за разлика от всемогъщата, всезнаеща и всеобичаща природа на Бога.
Луцифер запазва шестте си крила (първоначално той принадлежи към ангелския орден на Серафимимите, описан в Исая 6:2), но сега те са потъмнели, подобни на тези на прилеп и безполезни: леденият вятър, който се излъчва от ударите на крилете му още повече осигурява собствения му затвор в замръзналото езеро. Той плаче от шестте си очи и сълзите му се смесват с кървава пяна и гной, докато се стичат по трите му бради. Всяко лице има уста, която дъвче вовеки по един виден предател. Марк Юний Брут и Гай Касий Лонгин висят с крака съответно в лявата и дясната уста за участието си в убийството на Юлий Цезар (15 март 44 г. пр. н. е.) – акт, който според Данте представлява унищожаването на единна Италия и убийството на човека, който е божествено предопределен да управлява света. В централната, най-злобната паст, е Юда Искариотски – апостолът, който предава Христос. Юда е подложен на най-ужасяващото изтезание от тримата предатели: главата му е прогризана в устата на Луцифер, докато гърбът му е вовеки одиран и нарязван от ноктите на му. Според Дороти Л. Сайърс, „точно както Юда изобразява предателство срещу Бога, така Брут и Касий изобразяват предателство срещу Човека в обществото; или можем да кажем, че тук имаме образите на предателство срещу Божественото и светското управление на света".
Около 18 часа в събота вечер Вергилий и Данте започват да напускат Ада, като се катерят по дрипавата козина на Сатаната с краката напред. Когато стигнат до гениталиите му, поетите преминават през Центъра на вселената и на гравитацията от Северното полукълбо на Земята до Южното полукълбо на водата. Когато Вергилий променя посоката и започва да се изкачва „нагоре“ към повърхността на Земята при антиподите, Данте, в объркването си, първоначално вярва, че те се връщат към Ада. Вергилий посочва, че времето е по средата между каноничните часове на Първия час (6 часа сутринта) и Третия час (9 часа сутринта), т.е. 7;30 часа същата Велика събота, която тъкмо е на приключване. Данте е объркан как след около час и половина катерене очевидно е сутрин. Вергилий му обяснява, че това е в резултат на преминаване през центъра на Земята в Южното полукълбо, което е дванадесет часа пред Йерусалим – централният град на Северното полукълбо (където следователно в момента е 19:30). Вергилий продължава да обяснява как Южното полукълбо някога е било покрито със суха земя, но земята се е отдръпнала ужасена на север, когато Луцифер е паднал от небето, и е била заменен от океана. Междувременно вътрешната скала, която Луцифер е изместил, когато се е потопил в центъра на земята, се е „втурнала“ нагоре към повърхността на Южното полукълбо, за да избегне контакт с него, образувайки Планината на Чистилището. Тази планина – единствената земна маса във водите на Южното полукълбо, се издига на повърхността в точка точно срещу Йерусалим.
След това поетите се изкачват по тясна скална пропаст през „пространството, съдържащо се между пода, образуван от изпъкналата страна на Кокит и долната страна на земята отгоре“, движейки се противно на Лета – реката на забравата, която тече надолу от върха на Планината Чистилище. Поетите най-накрая се появяват точно преди зазоряване сутринта на Великден (10 април 1300 г.) под небе, осеяно със звезди.

## Обяснителни бележки
1. ↑  Днес все още има дебат за това кое животно Данте определя като лонца: някои вярват, че това е леопард, а други – рис. В средновековните бестиарии (вж. по-долу) под loncia се има предвид жестоко и гордо животно, кръстоска между леопард (лонца) и лъвица. В своите „Екпозиции“ Бокачо описва характеристиките на животното: „изглежда, че трябва да разберем за тази, тоест за лонцата, порокът на похотта...“. Тя все още се споменава в документ от 1285 г., където се казва, че лонца е била изложена близо до кметството на Флоренция, което вероятно е видял и 20-годишният Данте.

От края на 12 век до първата половина на 14 век в  Англия и Франция се разпространява особен тип литературна творба, в някои случаи богато илюстрирана, в която животните са каталогизирани и описани в техните специфични особености: това са бестиарии.
2. ↑  Allaire, Gloria. New evidence towards identifying Dante's enigmatic lonza //  {{{journal}}}.   Electronic Bulletin of the Dante Society of America, 7 August 1997. дефинира lonza като резултат от естествено чифтосване между леопард и лъвица в Andrea da Barberino Guerrino meschino.
3. ↑  превод на Константин Величков. Вж. Божествена комедия: Ад, девето издание, Издателство „Народна култура“, София, 1972
4. ↑  Манделбаум, в бележка към неговия превод, стр. 357 от изданието на Bantam Dell, 2004 г., казва, че Данте може просто да запазва древната комбинация от двете божества; Питър Бонданела в бележката си към превода на Хенри Уодсуърт Лонгфелоу, The Inferno: Dante Alighieri (Barnes & Noble Classics, 2003), с. 202-203, смята, че има предвид Плутос, тъй като Плутон обикновено се идентифицира с Дис, а Дис е отделна фигура.
5. ↑  К. Величков в бел. 1 към Песен 7 на своя превод на „Ад“ от 1906 г. казва: „Трудно е да се определи значението на тоя стих, който в текста е написан така Pape Satan, pape Satan aleppe. То е едно непреводимо възклицание, с което Плутон изказва своето удивление, като вижда човек да влиза в неговите владения, достъпни само за душите на умрели грешници Непонятността на думите, с които посреща двамата поети, увеличава ефекта, който произвеждат. Някои тълкуватели, като изкарват думата pape от латинското възклицание papae — какво виждам? — aleppe от еврейското алеф и гръцкото алфа, първа буква от азбуката, която се употребява още със значение на начало, началник, превеждат така тоя стих: „Що виждам, що виждам, началниче Сатана?““
6. ↑  При Монтаперти до река Арбия Фарината разбива в кръвопролитно сражение гуелфската войска и след тази победа прогонва от Флоренция всички гуелфи, между които е и родът на Данте. Но когато гибелините, упоени от победата, взимат решение да съсипят окончателно Флоренция, Фарината въстава и като заплашва да избие самите свои съчувственици, кара ги да се откажат от намерението си. Благодарение само на тази храбра съпротива Флоренция е избавена. Данте, който е гибелин, когато пише своята поема, не би могъл да не гледа съчувствено на Фарината, което се вижда от начина, по който ни го представлява, пълен с величествена гордост, и не старата вражда на двете семейства – вражда, за която Дантевият род е два пъти в изгнание, го кара да го постави в Ада, а неговото безверие. Поетът прощава на великия гражданин, но не прощава на епикурееца и на безверника. Вж. бел. 3 към Песен 10 на превода на „Ад“ на Константин Величков от 1906 г.
7. ↑  Като канцлер на император Фридрих Пиетро дела Виня успява до такава степен да спечели доверието му, че има безгранична власт над него, която Данте изразява, като казва, че Пиетро държи ключовете на сърцето му. В текста е казано, че държи двата ключа на сърцето му, тоест има власт според случая да го убеждава и разубеждава. Сърцето на Фридрих е храм, за всички други закрит, а открит само за него, тоест Фридрих крие тайните си от всички други, а ги доверява само нему. Завистниците на Пиетро дела Виня го наклеветяват в измяна и Фридрих кара да го ослепят и го хвърля в тъмница. Пиетро се самоубива от отчаяние, като си блъска силно главата в стените. Той е обвинен, че е сключил споразумение с папа Инокентий, който е враг на Фридрих, и че му е издал уж някои тайни. Предполага се, че обвинението е скроено от гуелфите, които искат да си отмъстят за враждата му против Папската курия. Това дава повод на някои тълкуватели да мислят, че под думата „наложница“, употребена по-долу, поетът разбира тази Курия. По-вероятно е обаче, че тази наложница означава завистта, която беснее и прави особено много жертви в царските дворци. Вж. бел. 3 към Песен 13, К. Величков
8. ↑  Лано, родом от Сиена, пропива цялото си богатство. Той е взима участие през 1280 г. в сражението при Топо, където сиенците, които са на страната на гвелфите, са победени от аретинците. Лано, въпреки че може да се спаси, се хвърля нарочно между победителите, за да бъде убит, защото предпочита да умре, отколкото да живее като сиромах. Вж. бел. 4 към Песен 13, Констанин Величков
9. ↑  Якопо да Сант Андреа е благородник от Падуа, прочут със своите разсипничества. Работата му е да измисля разни случки, за да забавлява съгражданите си. Разказват, между другото че един ден му се прищява да види пожар и с тази цел запалва собствената си лятна къща. Вж. бел. 5 към Песен 13, Константин Величков
10. ↑  Брунето Латини е поет и философ, комуто Данте е задължен много за своето ранно и обширно развитие. Данте храни голямо уважение към този, когото справедливо нарича свой учител, и голяма признателност за ползите, които извлича от неговото учение. Тези му чувства, които изказва и тук с такова горещо красноречие, не му попречват да го постави в Ада. Латини е роден около 1220 г., заема високи длъжности във Флоренция, но заради своите убеждения е изгонен заедно с много други и е принуден да отиде да живее в Париж. Това става след сражението при Монтаперти в 1260 г., при което начело на гибелините-победители е стои Фарината Уберти. В Париж Брунето Латини пише своето съчинение „Съкровището“, което препоръчва на Данте в края на разговора си с него. „Съкровището“ е един вид енциклопедия, в която авторът се старае да вмести всички знания на своето време. То е написано на френски, но никога не е издадено на този език. Брунето счита тогавашния френски език за по-съвършен от италианския. Умира през 1294 г. във Флоренция, в която се завръща, след като възтържествуват гвелфите. Вж. Константин Величков, бел. 1 към превода му на Песен 14 на „Ад“ от 1906 г.
11. ↑  Якопо Рустикучи е богат флорентинец, прочут със своята храброст и щедрост. От омраза към жена си, която напуска и заради която от него се отвръщат всички жени, той изпада в онзи порок, за който е наказан тук. Вж. бел. 4 на Песен 16, К. Величков.
12. ↑  Гуидо Гуера V (* ок. 1220, † окт. 1272) е италиански кондотиер и политик, член на фамилията на графовете Гуиди, син на граф Марковалдо ди Довадола и Беатриче  Конти ди Капрая.
13. ↑  Тегайо Алдобранди е благородик флорентинец от фамилията Адимари. Подобно на Гуидогуера е храбър пълководец. Съветва флорентинците да не воюват със сиенците, но те не послушват и са разбити при река Арбия. Вж. бел. 3 към Песен 16 на К. Величков
14. ↑  За юбилея на папа Бонифаций V има много поклонници в Рим. За да не се блъскат те, когато отиват до Свети Петър и когато се връщат оттам, мостът, който води до църквата, е разделен на две части. По едната минават отиващите към стария замък, т.е. Адриановата гробница, днес „Сант Анджело“, и към „Св. Петър“, който се намира отвъд река Тибър, а по другата минават връщащите се. По такъв също начин вървят и грешниците в първата яма, която е разделена на две половини. Грешниците тичат, едните обърнати с лице към Данте и Вергилий, а другите с гръб. Понеже поетите вървят наляво, те гледат лицата на ония грешници, които тичат от дясната страна на ямата. Те са съблазнявалите жени за чужда сметка. Тичат, обърнати с гръб към тях, онези грешници, съблазнявали жени за своя сметка. Вж. бел. 3 към Песен 18 на К. Величков.
15. ↑  Папа Николай от рода Орсини. Затова и казва по-долу, че е от рода на мечката (orso, мечка). Той се възползва от властта, за да трупа богатства за своите роднини. Вж. бел. 4 на К. Величков към Песен 19
16. ↑  Понеже Данте предполага, че е папата е слязъл в Ада в 1300 г., а пък Бонифаций е умрял в 1303 г., папа Николай III, като го вижда и като го взема за Бонифаций, се удивлява, че последният идва три години по-рано, отколкото е предречено, да го замести в дола на симоняните. Вж. бел. 5 на К. Величков към Песен 19
17. ↑  Бонифаций ще стърчи по-малко от Никола, защото на негово място ще дойде друг безчестен папа – Климент V, избран с покровителството на френския крал Филип Хубави и който, за да угоди на покровителя, си, мести папското седалище в Авиньон. Никола умира през 1280 г., а папа Климент – през 1314 г. Понеже Бонифаций умира през 1303 г, папа Никола го чака в ямата 23 години, а Бонифаций ще чака наследника си само 11 години. Вж. бел. 6 на К. Величков

## Библиографски бележки
1. 1 2 3 4 5  Francesca Ferrandi. Canto I Inferno di Dante: testo, parafrasi, analisi, figure retoriche //   Посетен на 11 ноември 2022.
2. ↑  Hollander, Robert (2000). Note on Inferno I.11. In Robert and Jean Hollander, trans., The Inferno by Dante. New York: Random House. с. 14. ISBN 0-385-49698-2
3. ↑  Allen Mandelbaum, Inferno, бел. върху Песен I, с. 345
4. ↑  Ад. Песен I, ст. 1
5. ↑  Ад. Песен I, ст. 2
6. ↑  Ад. Песен I, ст. 3
7. ↑  Ад. Canto I, ст. 32
8. ↑  Ад, Песен I, ст. 45
9. ↑  Ад, Песен I, ст. 49
10. ↑  John Ciardi, Inferno, бел. за Песен I, с. 21
11. ↑  Dorothy L. Sayers, Hell, бел. за Песен I.
12. ↑  Ад. Песен I, ст. 61
13. ↑  Ад. Песен I, ст. 60
14. ↑  Ад. Песен I, ст. 70
15. ↑  Ад. Песен III, ст. 9
16. ↑  John Ciardi, Inferno, бел. за Песен III, с. 36
17. ↑  Dorothly L. Sayers, Hell, бел. за Песен III
18. ↑  Brand, Peter, Pertile, Lino. The Cambridge History of Italian Literature. 2nd.   Cambridge University Press, 1999. ISBN 978-0-521-66622-0. с. 63–64.
19. ↑  John Ciardi, Inferno, бел. за Песен XI, с. 94
20. ↑  D. Sayers, Hell (Penguin 1975) с. 314 и с. 139
21. ↑  D. Sayers, Hell (Penguin 1975) с. 136 (XI.80-82)
22. ↑  D. Sayers, Hell (Penguin 1975) с. 139
23. ↑  John Ciardi с. 94
24. 1 2 3  Dorothy L. Sayers, Hell, бел. за Песен XI, с. 139
25. ↑  Dorothy L. Sayers, Hell, бел. за Песен IV
26. ↑  Ад, Песен IV, ст. 103
27. ↑  Чистилище, песен XXII, ст. 97–114
28. ↑  in parte ove non è che luca (Ад, Песен IV, ст. 151)
29. ↑  Senior, Matthew. In the Grip of Minos: Confessional Discourse in Dante, Corneille, and Racine.   Columbus, Ohio State University Press, 1994. OCLC 625327952. с. 52.
30. ↑  Senior, Matthew. In the Grip of Minos: Confessional Discourse in Dante, Corneille, and Racine.   Columbus, Ohio State University Press, 1994. OCLC 625327952. с. 48–49.
31. 1 2  Dorothy L. Sayers, Hell, бел. за Песен V, ст. 101–102
32. ↑  John Ciardi, Inferno, бел. за Песен V, ст. 51
33. ↑  la ruina (Ад, песен V, ст. 34)
34. ↑  John Yueh-Han Yieh, One Teacher: Jesus' Teaching Role in Matthew's Gospel Report (Walter de Gruyter, 2005) с. 65; Robert Walter Funk, The acts of Jesus: the search for the authentic deeds of Jesus (Harper San Francisco, 1998) с. 129–270.
35. ↑  Lansing, Richard. The Dante Encyclopedia.   с. 577–578.
36. ↑  Ад, песен V, ст. 137
37. 1 2  Dorothy L. Sayers, Hell, бел. за Песен 6.
38. ↑  John Ciardi, Inferno, Introduction, p. xi.
39. 1 2  Wallace Fowlie, A Reading of Dante's Inferno, University of Chicago Press, 1981, с. 51–52.
40. ↑  Giovanni Boccaccio, The Decameron, Ninth Day, Novel VIII //   Stg.brown.edu. Посетен на 2013-03-22.
41. ↑  Ад, Песен 7, ст. 47.
42. ↑  Dorothy L. Sayers, Hell, бел. за Песен 7, с. 114
43. ↑  Inferno, песен VII, стих. 79–80, превод на Mandelbaum
44. ↑  Ад, Песен 7, ст. 54.
45. ↑  Dorothy L. Sayers, Ад, бел. за Песен VII, с. 114
46. ↑  Dante, Alighieri, Durling, Robert M., Martinez, Ronald L. The Divine Comedy of Dante Alighieri.   New York, Oxford University Press, 1997. ISBN 978-0195087444.
47. ↑  Ад, Песен 8.
48. ↑  Dorothy L. Sayers, Ад, бел. за Песен VIII.
49. ↑  Allen Mandelbaum, Ад, бел. за Песен 8, с. 358
50. ↑  Dorothy L. Sayers, Ад, бел. за Песен 8.
51. ↑  Ад, Песен X, ред 15.
52. ↑  Ад, Песен X, ред 103–108
53. ↑  Richard P. McBrien. Lives of the Popes: The Pontiffs from St. Peter to John Paul II.   HarperCollins, 1997. ISBN 978-0-06-065304-0. с. 82–83. Посетен на 8 March 2013.
54. ↑  Alighieri, Dante. Dante's Inferno.   Indiana University Press, 1995. ISBN 978-0-253-20930-6. Посетен на 8 March 2013.
55. ↑  Hudson-Williams, T. Dante and the Classics //  Greece & Rome 20 (58).   1951. DOI:10.1017/s0017383500011128. с. 38–42. Dante is not free from error in his allocation of sinners; he consigned Pope Anastasius II to the burning cauldrons of the Heretics because he mistook him for the emperor of the same name
56. ↑  Zimmerman, Seth. The Inferno of Dante Alighieri.   iUniverse, 2003. ISBN 978-1-4697-2448-5. Посетен на 8 March 2013.
57. ↑  Dorothy L. Sayers, Ад, бел. за Песен XI.
58. ↑  Dorothy L. Sayers, Ад, бел. за Песен XI.
59. ↑  John Ciardi, Ад, бел. за Песен XI, с. 95
60. ↑  John Ciardi, Ад, Песен XII, с. 96
61. 1 2  Dorothy L. Sayers, Hell, бел. за Песен XIII.
62. ↑  Wallace Fowlie, A Reading of Dante's Inferno, University of Chicago Press, 1981, с. 224.
63. ↑  Dorothy L. Sayers, Hell, бел. за песен XIII.
64. ↑  John Ciardi, Inferno, Canto XIV, с. 112
65. ↑  John Ciardi, Inferno, Canto XV, с. 119
66. ↑  Dorothy L. Sayers, Hell, бел. за Песен XV.
67. ↑  Ад, Песен XV, ст. 85–87
68. ↑  John Ciardi, Ад, Песен 17, ст. 56
69. ↑  Dorothy L. Sayers, Ад, бел. за Песен 17.
70. ↑  Wallace Fowlie, A Reading of Dante's Inferno, University of Chicago Press, 1981, p. 117
71. ↑  John Ciardi, Ад, бел. към Песен 17, с. 138
72. ↑  Dorothy L. Sayers, Ад, бел. за Песен 18.
73. 1 2  Dorothy L. Sayers, Ад, бел. за Песен 18.
74. ↑  Ад, Песен XVIII, ст. 94
75. ↑  Ад, Песен XIX, ред 2–6
76. ↑  Dorothy L. Sayers, Ад, бел. Песен XIX.
77. 1 2  Dorothy L. Sayers, Ад, бел. към Песен XX.
78. ↑  John Ciardi, Ад, бел. Песен 20, с. 157
79. ↑  Ад, Песен XX, ст. 28–30
80. ↑  Dorothy L. Sayers, Ад, бел. за Песен XXI.
81. ↑  John Ciardi, Ад, бел. за Песен XXI, с. 171
82. ↑  Patterson, Victoria. Great Farts in Literature //  The Nervous Breakdown.    Архивиран от оригинала на 2012-03-08. Посетен на 14 ноември 2022.
83. ↑  виж „Чистилище“, песен 8
84. 1 2  John Ciardi, Ад, бел. за Песен 23, с. 180
85. ↑  Dorothy L. Sayers, Ад, бел. за Песен 23
86. ↑  Dorothy L. Sayers, Ад, бел. за Песне 24.
87. ↑  Mazzotta, Giuseppe. Canto XXVI, Ulysses: Persuasion versus Prophecy //  Lectura Dantis: Inferno.   Berkeley, University of California Press, 1999. ISBN 978-0-520-21249-7. с. 348–356.
88. ↑  Mazzotta, Giuseppe. Canto XXVI, Ulysses: Persuasion versus Prophecy //  Lectura Dantis: Inferno.   Berkeley, University of California Press, 1999. ISBN 978-0-520-21249-7. с. 348–356.
89. ↑  Dorothy L. Sayers, Ад, бел. за Песен 27.
90. ↑  John Ciardi, Ад, бел. за Песен XXVIII, с. 217
91. 1 2 3  Dorothy L. Sayers, Ад, бел. за Песен XXVIII.
92. ↑  Wallace Fowlie, A Reading of Dante's Inferno, University of Chicago Press, 1981, с. 178.
93. ↑  Dorothy L. Sayers, Ад, бел. за Песен 29.
94. ↑  Dorothy L. Sayers, Ад, бел. за Песен 30
95. ↑  Dorothy L. Sayers, Ад, бел. за Песен 31.
96. ↑  Dorothy L. Sayers, Ад, бел. за Песен 32.
97. ↑  John Ciardi, Ад, бел. за Песен 32, с. 248
98. ↑  Dorothy L. Sayers, Ад, ел. за Песен 32.
99. ↑  John Ciardi, Ад, бел. за Песен 33, сp. 256
100. ↑  Emilio Bigi. Tolomea //  Enciclopedia Dantesca.   1970. Посетен на 15 ноември 2022.
101. ↑  Ад, Песен 33, ред 125
102. ↑  Ад, Песен 33, ст. 149–150.
103. ↑  Ад, Песен 34, ред 1
104. 1 2 3 4  Dorothy L. Sayers, Ад, бел. за Песен 34.
105. ↑  Robert Hollander and Jean Hollander, The Inferno, notes on Canto XXXIV, с. 641.

|  | Тази страница частично или изцяло представлява превод на страницата Inferno (Divina Commedia) и страницата Inferno (Dante) в Уикипедия на италиански и английски език. Оригиналните текстове, както и този превод, са защитени от Лиценза „Криейтив Комънс – Признание – Споделяне на споделеното“, а за творби, създадени преди юни 2009 година – от Лиценза за свободна документация на ГНУ. Прегледайте историята на редакциите на оригиналните страници тук и тук, за да видите списъка на техните съавтори. ВАЖНО: Този шаблон се отнася единствено до авторските права върху съдържанието на статията. Добавянето му не отменя изискването да се посочват конкретни източници на твърденията, които да бъдат благонадеждни. |